# Bathinda

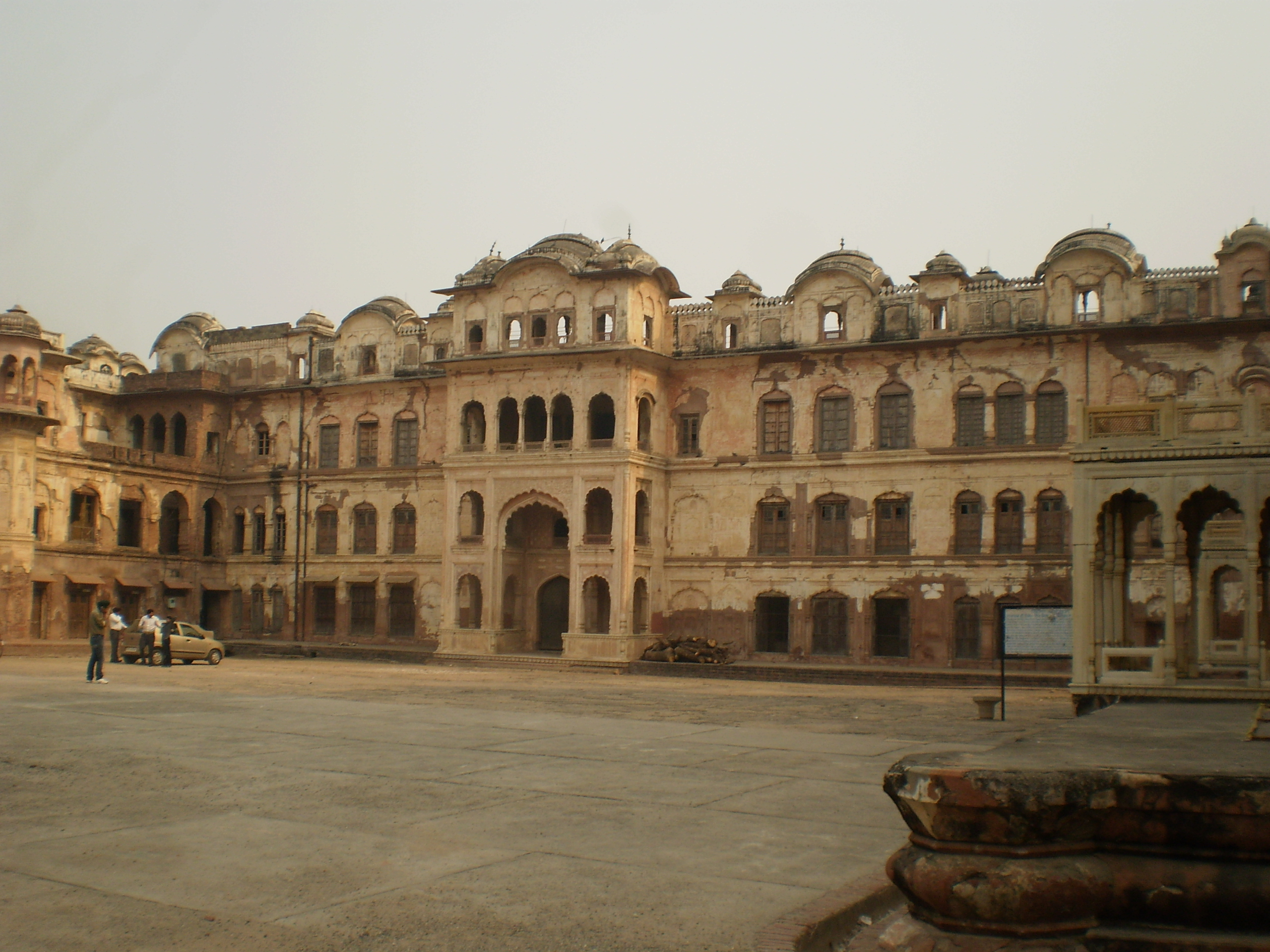
Fortet Qila Mubarak i Bathinda.

Bathinda är en stad i delstaten Punjab i norra Indien, och är administrativ huvudort för ett distrikt med samma namn. Folkmängden uppgick till 285 788 invånare vid folkräkningen 2011.